# 서원인텍
주식회사 서원인텍은 대한민국의 스마트 디바이스 및 2차전지 보호회로 기업이다.

## 본점 및 지점 현황
- 본사: 경기도 군포시 공단로 140번길 32-15 (망정동)
- 구미1사업부: 경상북도 구미시 옥계2공단로 293 (구포동)
- 구미2사업부: 경상북도 구미시 산동읍 첨단기업4로 32